# Убийство двух любовников
«Убийство двух любовников» (англ. The Killing of Two Lovers) — американский художественный фильм режиссёра Роберта Мачояна с Клейном Кроуфордом, Сепиде Моафи и Крисом Коем в главных ролях. Его премьера состоялась в январе 2020 года, в прокат фильм вышел в феврале 2021 года.

## Сюжет
Главный герой фильма по имени Дэвид соглашается на свободные отношения с женой, чтобы спасти брак. Когда у той начинается роман с Дереком, Дэвид понимает, что не может с этим смириться, и начинает планировать двойное убийство. Старшая дочь убеждает его, что он должен бороться за семью. Дерек избивает Дэвида, тот садится в машину, но вскоре съезжает в кювет. Увидев, что его догоняет Дерек, Дэвид начинает в него стрелять, но промахивается. Жена обнимает его, просит прощения и признаётся в любви.
В финальной сцене Дэвид и Ники выбирают в магазине новую посудомоечную машину.

## В ролях
- Клейн Кроуфорд — Дэвид
- Сепиде Моафи — Ники
- Крис Кой — Дерек
- Арри Грэхем — Алекс
- Эзра Грэхем — Тео
- Авери Пиззуто — Джесс

## Релиз и оценки
«Убийство двух любовников» снял режиссёр Роберт Мачоян, главные роли сыграли Клейн Кроуфорд (он ещё и продюсировал проект вместе с Мачояном), Сепиде Моафи и Крис Кой. Премьера фильма состоялась на кинофестивале «Сандэнс» 27 января 2020 года. В кинотеатрах его начали показывать 23 февраля 2021 года, дистрибьютором стала компания Neon.
На сайте-агрегаторе рецензий Rotten Tomatoes «Убийство двух любовников» получило рейтинг 77 %. На сайте Metacritic его средняя оценка — 82 из 100, что указывает на «всеобщее признание».